# Rue Massenet
La rue Massenet est une voie du 16e arrondissement de Paris, en France.

## Situation et accès
La rue Massenet est une voie publique située dans le 16e arrondissement de Paris. Elle débute au 42, rue de Passy et se termine au 27, rue Vital.

## Origine du nom
Elle porte le nom du compositeur français Jules Massenet (1842-1912),. 

## Historique
Elle a été ouverte en 1902 sous le nom de « rue Henri-Martin » (à ne pas confondre avec l'actuelle avenue Henri-Martin), et prend sa dénomination actuelle par un arrêté du 6 décembre 1924,. 
Il s'agissait à l'origine d'une voie privée.
De 1912 à 1913, l'actuelle avenue Frémiet (également dans le 16e arrondissement) s'est appelée rue Massenet.

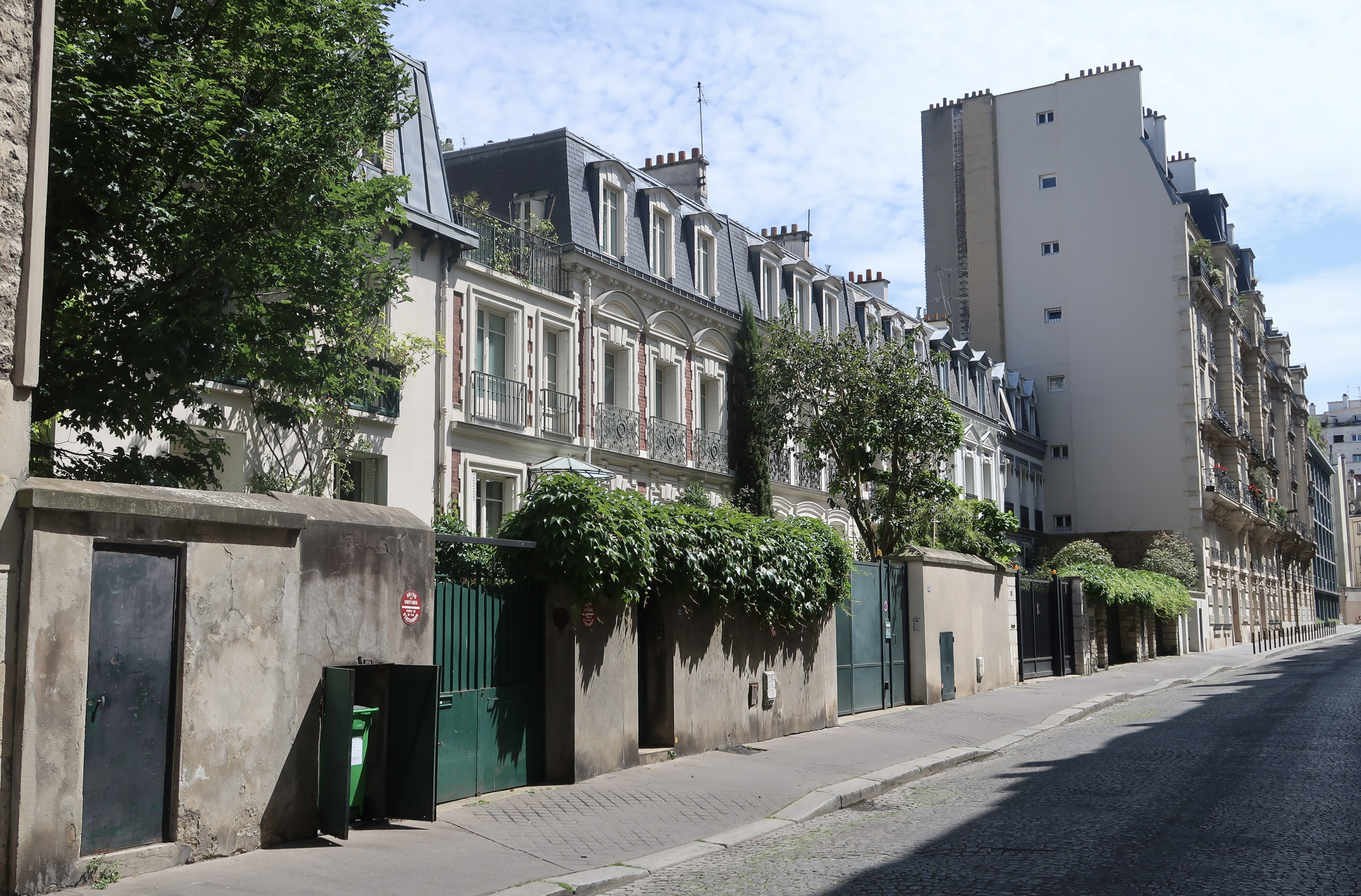
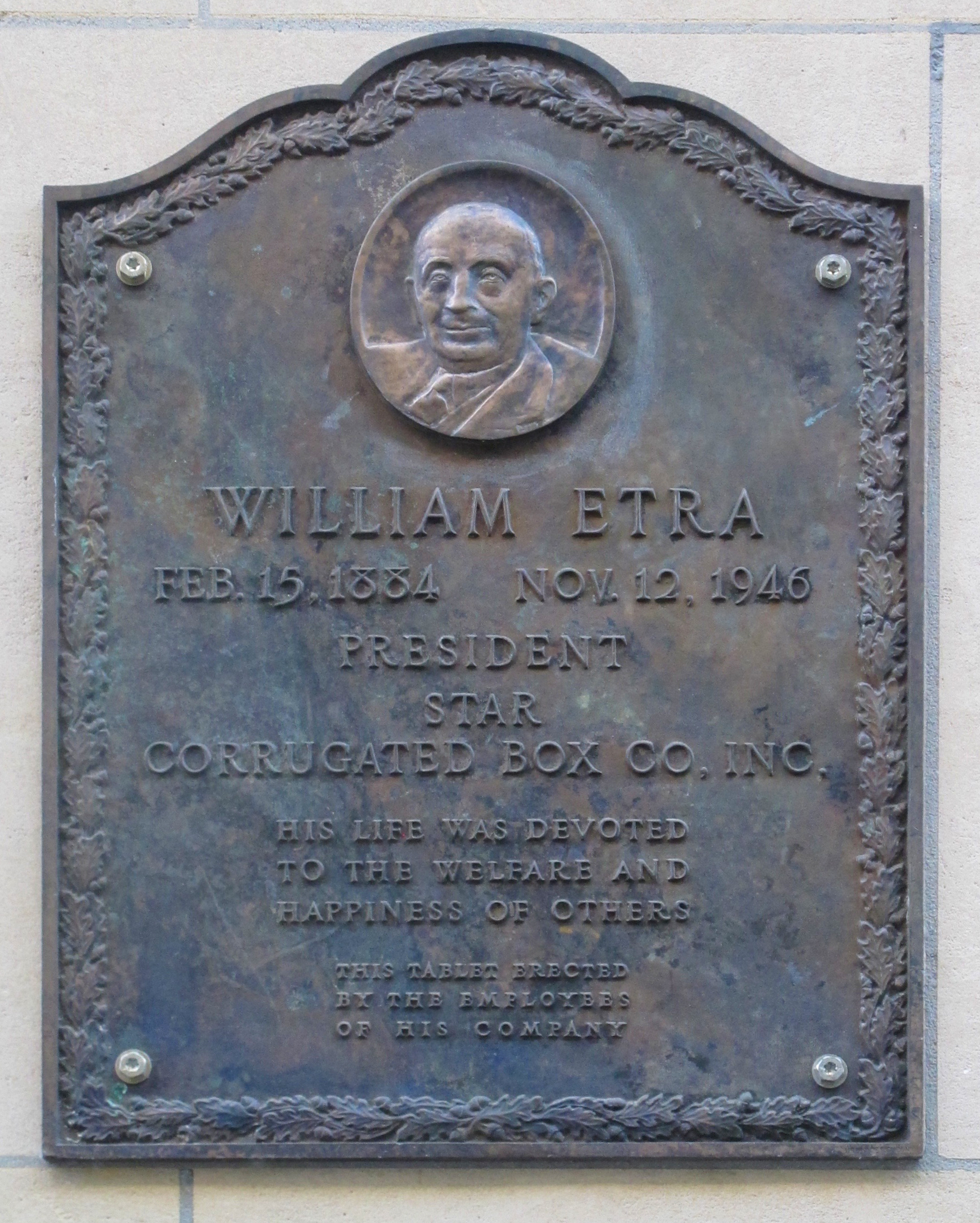
Plaque au no 5 bis.